# مقاطعة سيرجان
مقاطعة سيرجان(بالفارسية: شهرستان سیرجان) هي مقاطعة في محافظة كرمان في إيران. عاصمة المقاطعة هي سيرجان. بلغ عدد سكان المقاطعة 324,103 في 95,357 عائلة حسب التعداد العام للسكان عام 2006. تنقسم المقاطعة إلى ناحيتين: الناحية المركزية وناحية باريز. وفيها أربعة مدن هي: سيرجان، وزيدأباد، ونجف شهر، وباريز.